# Palace on Wheels

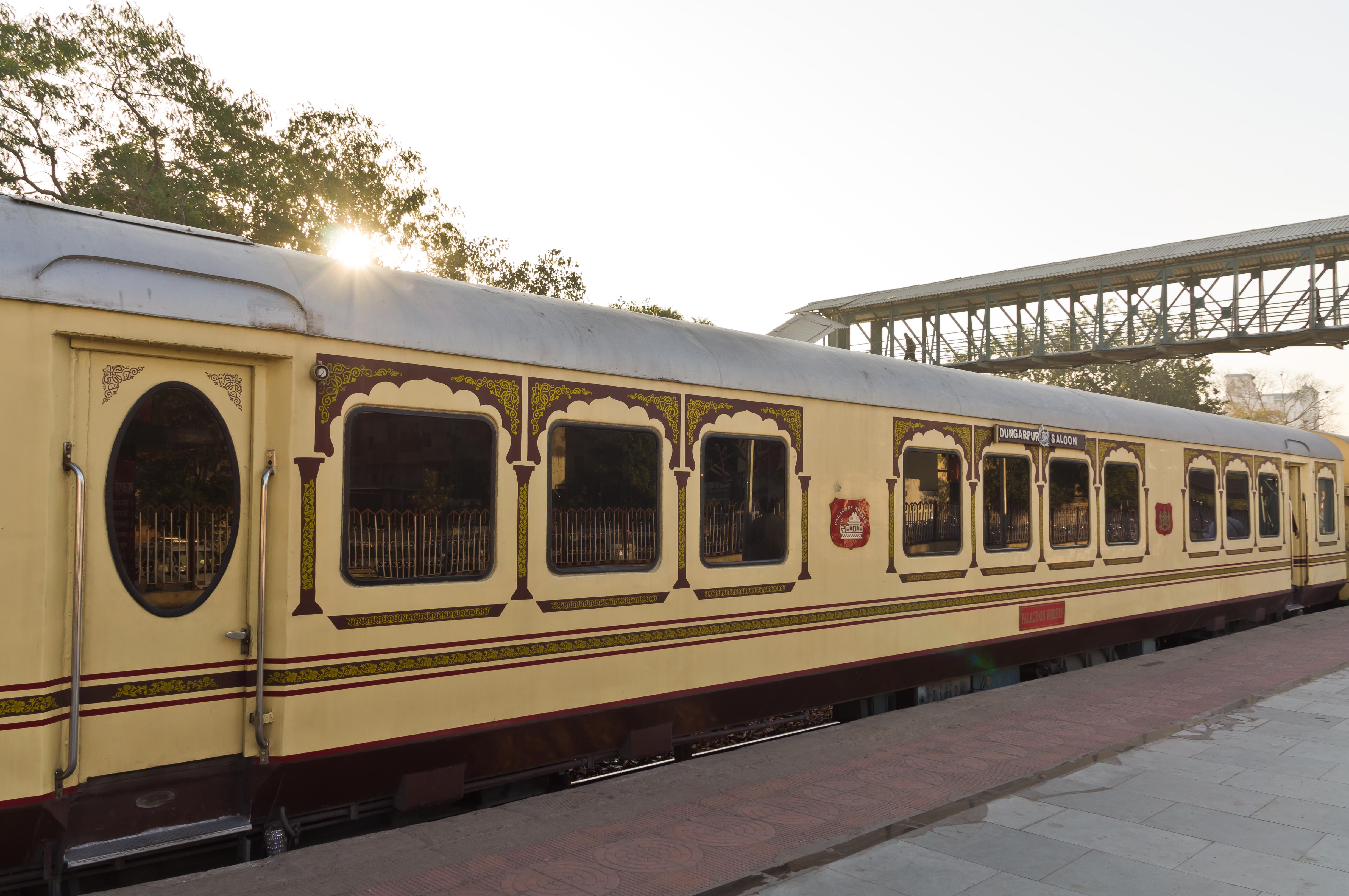
Palace on Wheels alla stazione ferroviaria di Jaipur

Il Palace on Wheels è un treno turistico di lusso. È stato lanciato da Indian Railways in associazione con la Rajasthan Tourism Development Corporation al fine di promuovere il turismo nel Rajasthan.
Il servizio ferroviario fu rinnovato e rilanciato nell'agosto del 2009 con un nuovo arredamento, itinerario e cucina.

## Storia
Il Palace on Wheels è iniziato il 26 gennaio 1982.
Il concetto del Palace on Wheels derivava dal contesto reale delle carrozze, che originariamente dovevano essere le carrozze ferroviarie personali degli ex governanti degli stati principeschi di Rajputana, Baroda, del Nizam di Hyderabad e soprattutto del Viceré dell'India britannica.

## Interni
Ogni compartimento evidenzia l'ethos culturale dello Stato rappresentato attraverso l'utilizzo di mobili, artigianato, dipinti e arredi. Il designer di interni di Delhi, Payal Kapoor, ha realizzato gli interni del treno.

## Strutture
Ci sono 23 carrozze nel treno, con una capienza totale di 104 passeggeri. Ogni carrozza prende il suo nome dagli ex Stati di Rajput e corrisponde al design e agli interni del passato reale: Alwar, Bharatpur, Bikaner, Bundi, Dholpur, Dungargarh, Jaisalmer, Jaipur, Jhalawar, Jodhpur, Kishangarh, Kota, Sirohi e Udaipur. Ogni carrozza è composta da quattro cabine (denominate dall'azienda camere o saloni) ognuna con servizi di lusso e connessione Wi-Fi. Il treno ha due ristoranti, The Mahārāja e The Mahārāni, che offrono un'atmosfera da Rajasthan e dove servono cucina continentale e cinese, ha inoltre un bar-lounge, 14 saloni e una spa. 

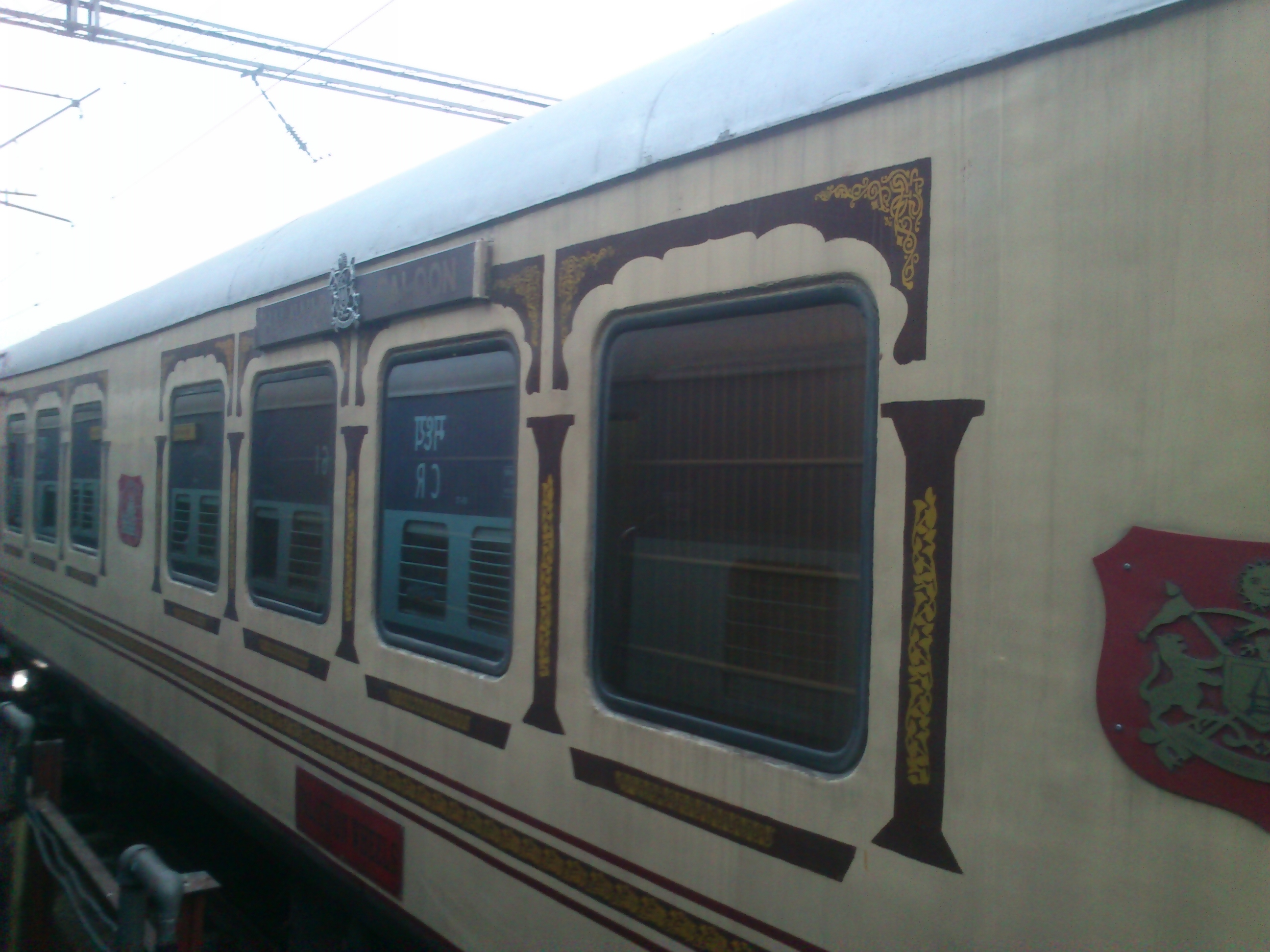
Il Palace on Wheels a una fermata ad Agra

## Itinerario
Questo treno segue un itinerario di 7 notti e 8 giorni, parte da Nuova Delhi (1º giorno), copre quindi Jaipur (2º giorno), Sawai Madhopur e Chittaurgarh (3º giorno), Udaipur (4º giorno), Jaisalmer (5º giorno), Jodhpur (6º giorno), Bharatpur e Agra (7º giorno), con ritorno a Nuova Delhi (9º giorno).